# Almoloya del Río
Almoloya del Río é um município do estado do México, no México.

## Governo e administração
| Prefeito                        | Periodo   |
| ------------------------------- | --------- |
| Luis Anzastiga Álvarez          | 2000-2003 |
| Dario Silva García              | 2003-2006 |
| Jacobo Vázquez Castillo         | 2006-2009 |
| Apolonio Fonseca Castañeda      | 2009-2012 |
| Juan Carlos Gutierrez Bobadilla | 2012-2015 |
| Margarito Tejas Arcadio         | 2015-2018 |